# Жеф ван дер Лінден
Йозеф Віктор Марі Ван дер Лінден (нід. Jozef Victor Marie Van der linden, 2 листопада 1927, Антверпен — 8 травня 2008) — бельгійський футболіст, що грав на позиції захисника за клуб «Антверпен».
Чемпіон Бельгії. Володар Кубка Бельгії. 

## Клубна кар'єра
У футболі дебютував 1946 року виступами за клубу «Антверпен», кольори якої і захищав протягом усієї своєї кар'єри гравця, що тривала дванадцять років. За цей час виборов титул чемпіона Бельгії.

## Виступи за збірну
Був присутній в заявці збірної на чемпіонаті світу 1954 року у Швейцарії, але на поле не виходив.
Помер 8 травня 2008 року на 81-му році життя.

## Титули і досягнення
- Чемпіон Бельгії (1):

«Антверпен»: 1956—1957
- Володар Кубка Бельгії (1):

«Антверпен»: 1954—1955